# Claire-Marie Mazarelli de Saint-Chamond
Claire-Marie Mazarelli, marquise de la Vieuville de Saint-Chamond est une femme de lettres française née à Paris le 27 janvier 1729 et décédée à Malause le 5 mars 1811.

## Biographie
Fille de Ange Mazarelli, bourgeois de la ville de Paris d'origine italienne, et de Marie-Catherine Mathée, elle doit se défendre devant la justice en 1750 contre des accusations concernant sa naissance et ses mœurs.
Elle épouse à Paris par contrat du 1er juin 1765 Charles-Louis-Auguste de la Vieuville, marquis de Saint-Chamond, comte de Vienne et de Confolens, premier baron du Lyonnais qui était colonel-propriétaire d'un régiment d'infanterie. Ils ont un fils prénommé également Charles-Louis-Auguste, né le 6 juin 1766.

## Publications
- Lettre à Jean-Jacques Rousseau, 1762
- Éloge historique de Maximilien de Béthune, duc de Sully, Benoît Duplain, 1763 (lire en ligne)
- Éloge de René Descartes, 1765
- Camedris, Duchesne, 1765 (lire en ligne)
- Les amants sans le sçavoir  (comédie en 3 actes et en prose), Monory, 1771 (lire en ligne)
- Lettres de Madame la Comtesse de Mal... à Mme la Marquise d'A..., 1779 (lire en ligne)
- À Monsieur Hérault, avocat-général, 1786 (lire en ligne)